# Krzyżmo

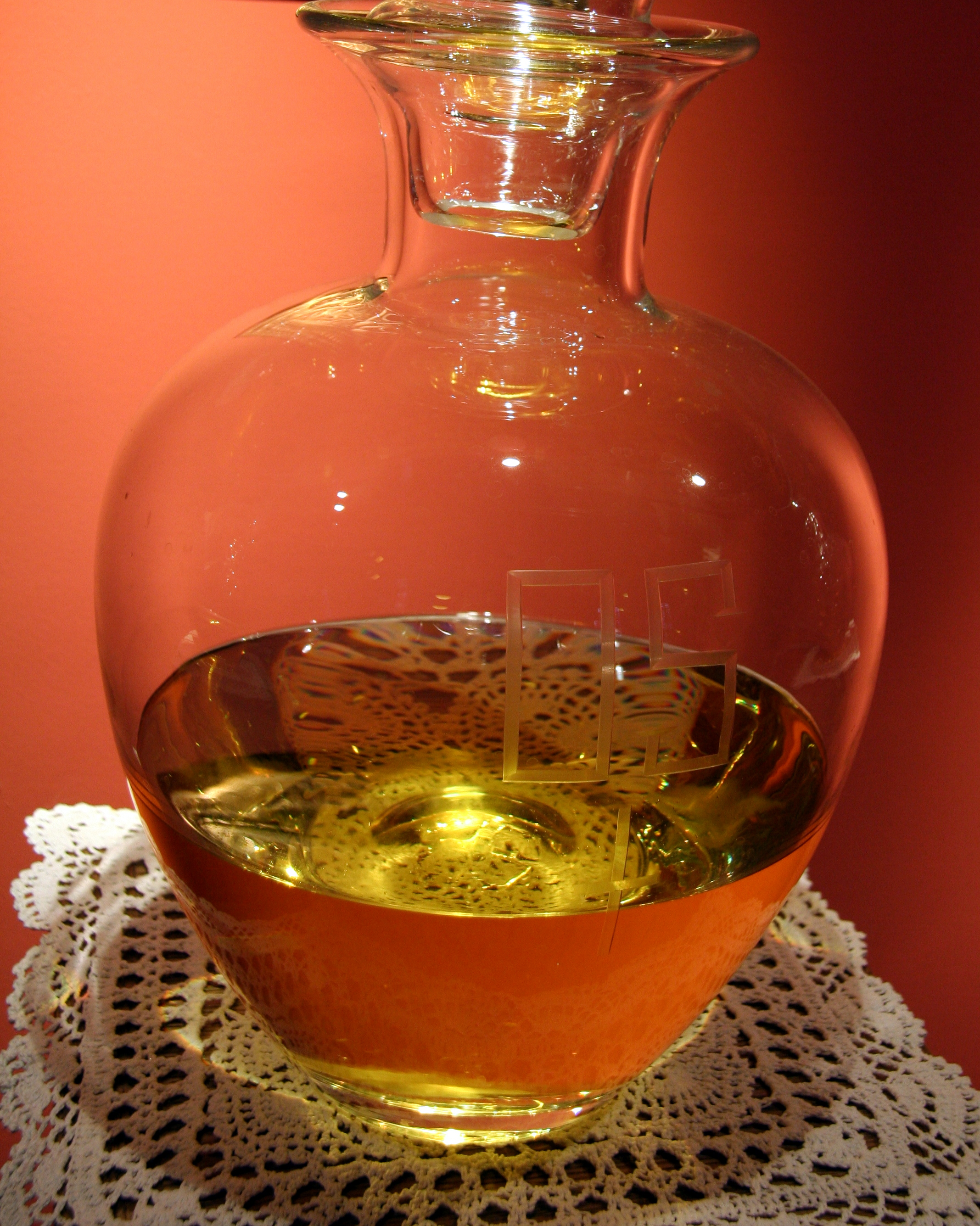
Krzyżmo

Krzyżmo (z łac. chrisma, gr. μύρον, myron) – mieszanina oliwy i balsamu, używana do namaszczania przy udzielaniu sakramentów chrztu, bierzmowania, święceń kapłańskich, ślubów wieczystych, konsekracji biskupów oraz przy konsekracji kościołów i ołtarzy.
Namaszczenie krzyżmem nawiązuje do naturalnych cech namaszczenia balsamem oliwnym: oznacza uzdrowienie, jest znakiem obfitości i radości.
Krzyżmo święte jest poświęcane przez biskupa razem z olejem chorych i olejem katechumenów podczas mszy Krzyżma Świętego w Wielki Czwartek. Mszał Rzymski przewiduje dwie modlitwy konsekracji krzyżma świętego, a każda z nich składa się z dwóch części. Pierwsza część ma charakter anaforyczny, czyli wychwalający dzieła Pana Boga w historii zbawienia, prowadzącej do Osoby i wydarzenia Jezusa Chrystusa. Druga część stanowi prośbę o charakterze epikletycznym, czyli przywołuje zstąpienie mocy Bożej dla uświęcenia oleju.
Na Zachodzie nazwa bierzmowanie (confirmatio) sugeruje, że ten sakrament utwierdza chrzest i równocześnie umacnia łaskę chrzcielną”.